# Catedrala Notre-Dame din Laon
Catedrala Notre-Dame din Laon este o biserică catolică. Dieceza de Laon a fost absorbită în 1801 de dieceza de Soissons. Vechea catedrală din Laon este astăzi o simplă biserică parohială. Este situată la Laon, în departamentul Aisne, în regiunea Hauts-de-France.
Catedrala este unul dintre primele edificii majore de stil gotic în Franța. Construită după biserica abațială de la Saint-Denis, catedrala Notre-Dame din Noyon și catedrala Saint-Étienne din Sens, ea este contemporană cu Notre-Dame din Paris: este reprezentativă a artei gotice timpurii, prin elevația interioară și a goticului numit «clasic» prin părțile superioare ale fațadelor și prin turnuri.